# Tercera División de Chile 2000
El Campeonato Oficial de Tercera División de Chile de 2000 fue la 20.º versión del torneo de la categoría. Participaron 32 equipos que lucharon por obtener un cupo para la Primera B, el que al final de la temporada recaería en el campeón Unión La Calera, quien por segunda vez en su historia obtenía el título del tercer nivel del fútbol chileno.

## Movimientos divisionales
| Pos | a Primera B de Chile 2000     |
| --- | ----------------------------- |
| 1º  | Deportes Talcahuano (Campeón) |

| Pos | a Tercera División de Chile 2000 |
| --- | -------------------------------- |
| 1º  | C.T.I.                           |
| 2º  | Municipal Limache                |

| Pos | Aceptados en Tercera División de Chile 2000 |
| --- | ------------------------------------------- |
| -   | Unión Deportiva Ferroviarios                |
| -   | Iberia                                      |
| -   | San Clemente                                |
| -   | Unión San Vicente                           |

| Pos | desde Primera B de Chile 1999 |
| --- | ----------------------------- |
| 15º | Deportes Colchagua            |

| Pos      | a Cuarta División de Chile 2000 |
| -------- | ------------------------------- |
| 15° (ZN) | Estrella de Chile               |
| 14º (ZS) | Regional Valdivia (Disuelto)    |

| Pos      | a Asociación de Origen |
| -------- | ---------------------- |
| 10° (ZN) | Municipal Las Condes   |

## Equipos participantes
| Equipo                       | Ciudad                     |
| ---------------------------- | -------------------------- |
| Barnechea                    | Lo Barnechea               |
| Colchagua                    | San Fernando               |
| Colo-Colo "B"                | Macul                      |
| C.T.I                        | Maipú                      |
| Constitución Unido           | Constitución               |
| Curicó Unido                 | Curicó                     |
| Deportes Copiapó             | Copiapó                    |
| Deportes La Ligua            | La Ligua                   |
| Deportes Lota                | Coronel                    |
| Deportes Maipo               | Maipo                      |
| Deportes Santa Cruz          | Santa Cruz                 |
| El Sol                       | Quilpué                    |
| Ferroviarios                 | Estación Central           |
| General Velásquez            | San Vicente de Tagua Tagua |
| Green Cross de Temuco        | Temuco                     |
| Hosanna                      | La Pintana                 |
| Iberia                       | Los Ángeles                |
| Huachipato B                 | Talcahuano                 |
| Malleco Unido                | Angol                      |
| Municipal Limache            | Limache                    |
| San Antonio Unido            | San Antonio                |
| San Clemente                 | San Clemente               |
| San Luis                     | Quillota                   |
| Santa María de los Ángeles   | Los Ángeles                |
| Santiago Wanderers B         | Valparaíso                 |
| Trasandino                   | Los Andes                  |
| Unión Comercial              | Hualañé                    |
| Unión Deportiva Ferroviarios | Victoria                   |
| Unión La Calera              | La Calera                  |
| Unión San Vicente            | Talcahuano                 |
| Universidad Católica B       | Las Condes                 |
| Valle del Elqui              | Vicuña                     |

## Campeonato
Los 32 equipos participantes fueron divididos en tres grupos mediante el sistema todos contra todos. El grupo norte partió con 14 equipos, en cambio los grupos centro y sur jugaron con 9 equipos. 

### Grupo Norte
| Pos | Equipo            | PJ | PG | PE | PP | GF | GC | Dif | Pts |
| --- | ----------------- | -- | -- | -- | -- | -- | -- | --- | --- |
| 1   | Unión La Calera   | 26 | 18 | 7  | 1  | 48 | 14 | +34 | 61  |
| 2   | Deportes Copiapó  | 26 | 15 | 5  | 6  | 59 | 37 | +22 | 50  |
| 3   | San Luis          | 26 | 14 | 5  | 7  | 42 | 29 | +13 | 47  |
| 4   | Univ. Católica B  | 26 | 15 | 1  | 10 | 70 | 38 | +32 | 46  |
| 5   | Barnechea         | 26 | 13 | 4  | 9  | 47 | 37 | +10 | 43  |
| 6   | Municipal Limache | 26 | 10 | 8  | 8  | 35 | 40 | -5  | 38  |
| 7   | C.T.I.            | 26 | 10 | 7  | 9  | 43 | 37 | +6  | 37  |
| 8   | Valle del Elqui   | 26 | 10 | 6  | 10 | 35 | 41 | -6  | 36  |
| 9   | Trasandino        | 26 | 7  | 9  | 10 | 30 | 39 | -9  | 30  |
| 10  | San Antonio Unido | 26 | 8  | 3  | 15 | 41 | 56 | -15 | 27  |
| 11  | El Sol            | 26 | 7  | 6  | 13 | 30 | 47 | -17 | 27  |
| 12  | Stgo Wanderers B  | 26 | 6  | 7  | 13 | 34 | 40 | -6  | 25  |
| 13  | Ferroviarios      | 26 | 5  | 8  | 13 | 32 | 54 | -22 | 23  |
| 14  | Deportes La Ligua | 26 | 5  | 2  | 19 | 30 | 67 | -37 | 17  |

PJ = Partidos Jugados; G = Partidos Ganados; E = Partidos empatados; P = Partidos perdidos; GF = Goles a favor; GC = Goles en contra; DIF = Diferencia de goles; Pts = Puntos

### Grupo Centro
| Pos | Equipo              | PJ | PG | PE | PP | GF | GC | Dif | Pts |
| --- | ------------------- | -- | -- | -- | -- | -- | -- | --- | --- |
| 1   | Colo-Colo "B"       | 9  | 7  | 1  | 1  | 22 | 11 | +11 | 22  |
| 2   | Hosanna             | 9  | 6  | 1  | 2  | 17 | 6  | +11 | 19  |
| 3   | Colchagua           | 9  | 6  | 1  | 2  | 13 | 8  | +5  | 19  |
| 4   | Deportes Santa Cruz | 9  | 5  | 2  | 2  | 17 | 10 | +7  | 17  |
| 5   | General Velásquez   | 10 | 3  | 3  | 4  | 13 | 10 | +3  | 12  |
| 6   | Curicó Unido        | 10 | 4  | 0  | 6  | 10 | 13 | -3  | 12  |
| 7   | Deportes Maipo      | 10 | 2  | 5  | 3  | 7  | 12 | -5  | 11  |
| 8   | Unión Comercial     | 8  | 1  | 2  | 5  | 8  | 16 | -8  | 5   |
| 9   | San Clemente        | 10 | 0  | 1  | 9  | 6  | 27 | -21 | 1   |

PJ = Partidos Jugados; G = Partidos Ganados; E = Partidos empatados; P = Partidos perdidos; GF = Goles a favor; GC = Goles en contra; DIF = Diferencia de goles; Pts = Puntos

### Grupo Sur
| Pos | Equipo                             | PJ | PG | PE | PP | GF | GC | Dif | Pts |
| --- | ---------------------------------- | -- | -- | -- | -- | -- | -- | --- | --- |
| 1   | Malleco Unido                      | 10 | 6  | 2  | 2  | 21 | 9  | +12 | 20  |
| 2   | Unión Deportiva Ferroviarios       | 10 | 8  | 2  | 0  | 19 | 5  | +14 | 16  |
| 3   | Constitución Unido                 | 10 | 4  | 2  | 4  | 24 | 8  | +16 | 14  |
| 4   | Iberia Bío-Bío                     | 10 | 4  | 2  | 4  | 13 | 11 | +2  | 14  |
| 5   | Unión San Vicente                  | 10 | 4  | 2  | 4  | 16 | 17 | -1  | 14  |
| 6   | Huachipato B                       | 9  | 4  | 1  | 4  | 14 | 16 | -2  | 13  |
| 7   | Unión Deportiva Española de Temuco | 9  | 3  | 3  | 3  | 13 | 14 | -1  | 12  |
| 8   | Ferroviarios                       | 4  | 3  | 1  | 0  | 7  | 3  | 4   | 10  |
| 9   | Santa María de Los Ángeles         | 10 | 1  | 2  | 7  | 8  | 32 | -24 | 5   |
| 10  | Deportes Lota                      | 10 | 0  | 4  | 6  | 9  | 25 | +14 | 4   |

PJ = Partidos Jugados; G = Partidos Ganados; E = Partidos empatados; P = Partidos perdidos; GF = Goles a favor; GC = Goles en contra; DIF = Diferencia de goles; Pts = Puntos
|  | Clasifica a la final |
|  | Desciende            |
|  | Descenso suspendido  |

## Segunda fase
Los equipos fueron divididos en dos grupos mediante el sistema todos contra todos. El primer lugar clasifica a la final por el Ascenso.

## Liguilla de Ascenso
Los cuatro clasificados se enfrentaron todos contra todos, en dos ruedas. El ganador del torneo se consagra campeón de la categoría y obtiene el ascenso a Primera B.
| Pos | Equipo             | Pts |
| --- | ------------------ | --- |
| 1   | Unión La Calera    | -   |
| 2   | Deportes Copiapó   | -   |
| 3   | Iberia             | -   |
| 4   | Constitución Unido | -   |

## Campeón
| Campeón Unión La Calera       |
| Asciende a Primera B de Chile |